# Harrison (Ohio)
Harrison is een plaats (city) in de Amerikaanse staat Ohio, en valt bestuurlijk gezien onder Hamilton County.

## Demografie
Bij de volkstelling in 2000 werd het aantal inwoners vastgesteld op 7487.
In 2006 is het aantal inwoners door het United States Census Bureau geschat op 8313, een stijging van 826 (11.0%).

## Geografie
Volgens het United States Census Bureau beslaat de plaats een oppervlakte van
9,7 km², waarvan 9,6 km² land en 0,1 km² water. Harrison ligt op ongeveer 159 m boven zeeniveau.

## Plaatsen in de nabije omgeving
De onderstaande figuur toont nabijgelegen plaatsen in een straal van 12 km rond Harrison.